# Honnenahalli, Kunigal
Honnenahalli là một làng thuộc tehsil Kunigal, huyện Tumkur, bang Karnataka, Ấn Độ.